# Moscheea Yeșil din Iznik
Moscheea Yeșil (în limba turcă Yeșil Camii) este o moschee din orașul Iznik, Turcia. Numele ei înseamnă Moscheea Verde și este una dintre cele mai vechi exemple de arhitectură otomană încă existente.

## Istorie și arhitectură

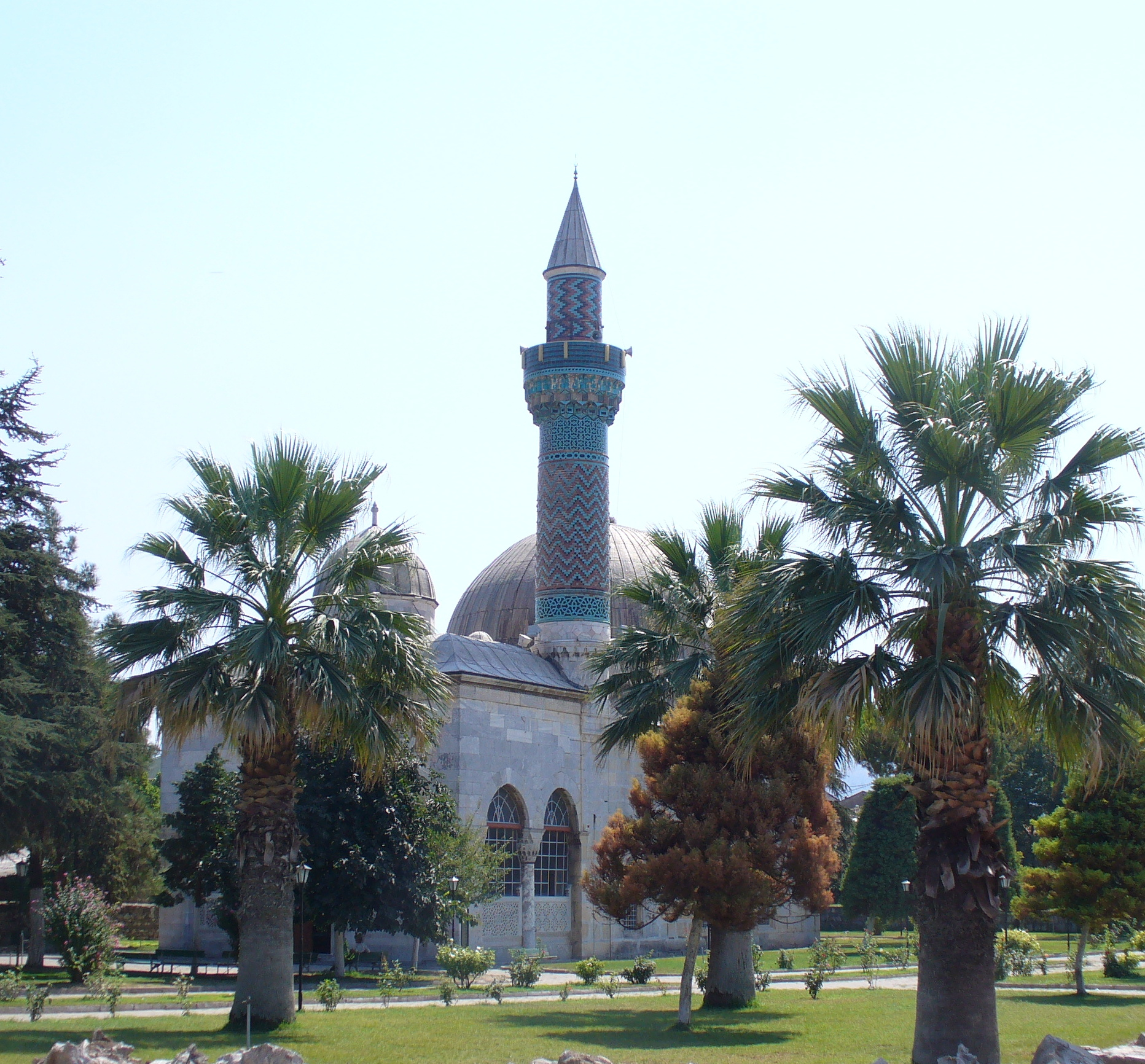
Curtea cu palmieri.

Moscheea Yeșil a fost construită între anii 1378-1391 de către arhitectul Haci bin Musa, din ordinul lui Halil Hayreddin Pașa, mare vizir în vremea sultanului Murad I. Moscheea este situată în apropiere de Poarta Lefke, undeva în partea de est a orașului. Ea este alcătuită dintr-o singură sală de rugăciune acoperită de un dom și trei băi. Domul are o înălțime de 17,5 metri, măsurată deasupra podelei și are diametrul de 10, 5 metri. Domul are patru ferestre, iar porțiunea din interior este acoperită cu marmură gri. Moscheea are un singur minaret, aflat în zona de nord-vest a clădirii, înalt de 25 de metri și decorat cu teracotă și gresie de culoare verde (d eunde și numele moscheii), dar apar și culori precum galben sau mov.
Moscheea a fost avariată în anul 1922 de către soldații greci în timpul Războiului de Independență al Turciei. A fost restaurată între anii 1956-1969. În prezent moscheea este un monument important și o atracție turistică importantă.